# Алленфельд
Алленфельд (нім. Allenfeld) — громада в Німеччині, розташована в землі Рейнланд-Пфальц. Входить до складу району Бад-Кройцнах. Складова частина об'єднання громад Рюдесгайм.
Площа — 2,98 км2. Населення становить 188 ос. (станом на 31 грудня 2020).

## Галерея

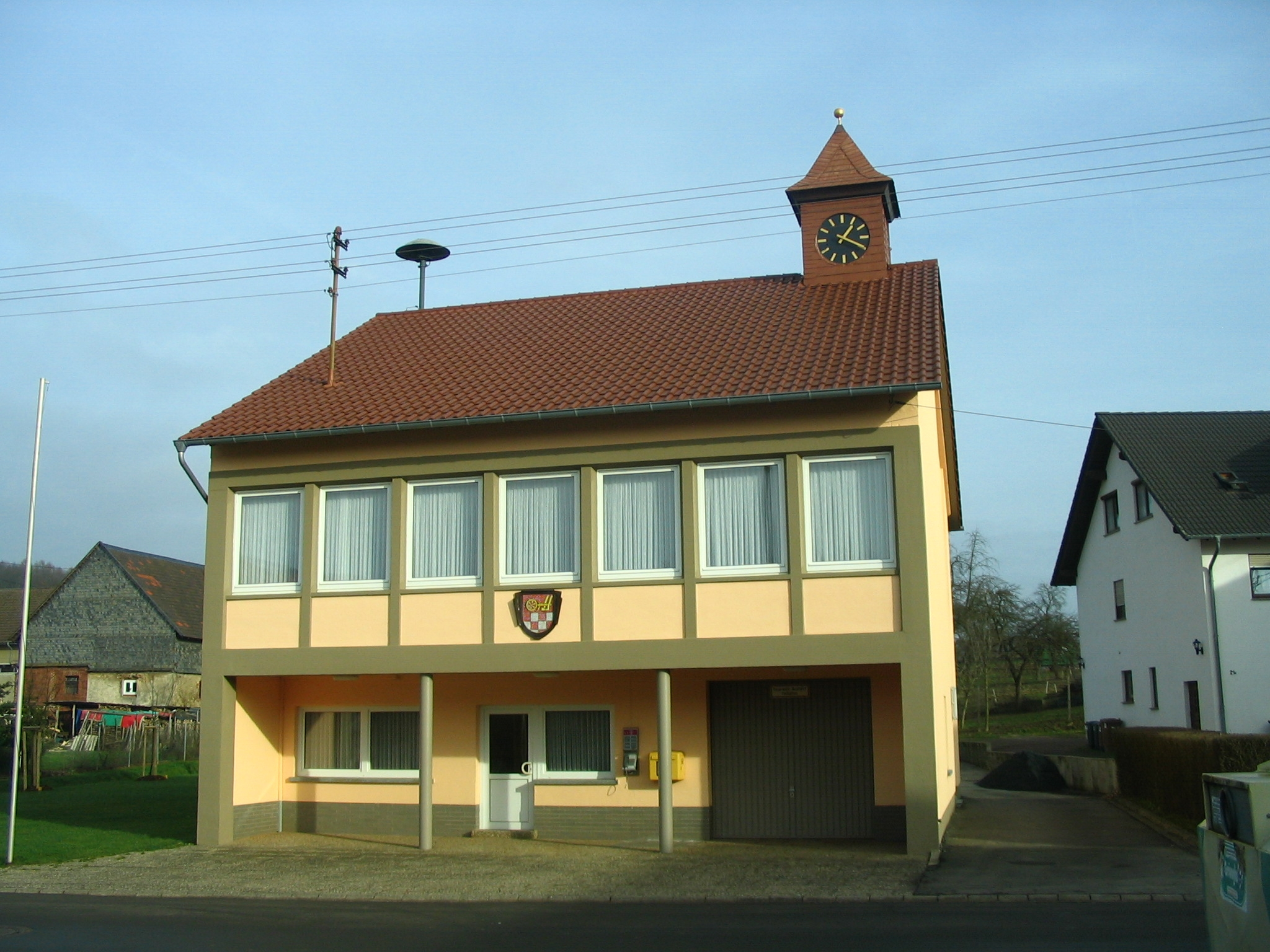